# Den Store Venlige Kæmpe
Den Store Venlige Kæmpe (eng. Roald Dahl's The BFG) er en amerikansk adventure film fra 2016, som er instrueret og co-produceret af Steven Spielberg, og er baseret på Roald Dahls bog fra 1982 af samme navn.